# Euromaidan Press
Euromaidan Press (EP) — інтернет-газета англійською мовою, створена в 2014 році дописувачами з України, спонсорується читацькими внесками та Міжнародним фондом «Відродження». Свою назву він поділяє з Євромайданом в Україні. Зареєстрована як громадська організація, EP має на меті надавати англійськомовні матеріали для тих, хто цікавиться українськими темами, такими як бізнес, економіка, військовий конфлікт та туризм.
Організація отримала позитивний відгук і була обрана фіналістом у категорії «Краще відео» на конкурсі Rockit Digital Communication Conference Awards 2016. Їхня ініціатива в соціальних мережах #LetMyPeopleGo посіла 2 місце в онлайн-конкурсі соціальних мереж. Преса Євромайдану обговорювалася в « Журналі радянської та пострадянської політики та суспільства » та цитується в багатьох книгах.

## Організація новин
Euromaidan Press була заснована українськими волонтерами як онлайн-газета з метою надання незалежних новинних репортажів про актуальні для України проблеми. Новинарну організацію вперше запустили в січні 2014 року. Вона поділяє свою назву та цінності Євромайдану, і інформаційна організація стверджує, що вони «підтримують ініціативи щодо розвитку незалежних ЗМІ та демократичних ініціатив в інших державах, які відстоюють основні демократичні цінності». Головним творцем сайту був канадський аналітик Мет Бабяк (який пішов наступного року), а також київська активістка Аля Шандра. Шандра раніше допомагала перекладати українські новини англійською мовою під час хвилі демонстрацій та громадянських заворушень в Україні 2013 року, відомих як Євромайдан. Серед інших журналістів, які дописують до газети, були Максим Недря, Олег Гичко, Михайло Гончар та Пол А. Гобл.
Метою заснування газети було донести до англомовних споживачів інформацію про журналістику з України. Організація зареєстрована в Україні як громадська організація з такою ж назвою. Інформаційна організація зосереджувала свою увагу на сюжетах, пов’язаних з військовим конфліктом в Україні, питаннями бізнесу, української економіки та туризму. Заснування газети було спробою «збирати, покладатися на неупереджену інформацію та просувати позапартійну, нерелігійну, неупереджену інформацію», як спосіб розібратися в тому, що організація розглядала як кампанію дезінформації Російської Федерації в Україні.
Вміст новин було налаштовано для доставки онлайн через веб-сайт газети euromaidanpress.com. Газета вела акаунти в соціальних мережах у Twitter та Facebook на Euromaidanpr. Підпроєкт «Мережа друзів України» випускав напіврегулярні новини про політичні проблеми України. Для аналізу тоталітарних груп було створено проект газети Reft and Light. Інформаційна організація співпрацювала з Євромайдан SOS, щоб привернути увагу до політв’язнів українського походження, які перебувають у в’язниці в Росії, через сайт letmypeoplego.org.ua. Міжнародний фонд «Відродження» підтримав ініціативи Euromaidan Press.

## Сприйняття
Організація була обрана фіналістом у категорії «Краще відео» на нагороді Rockit Digital Communication Conference Awards 2016. Їхня ініціатива в соціальних мережах #LetMyPeopleGo посіла 2 місце в онлайн-конкурсі соціальних мереж. Дописувач Тетяна Бонч-Осмоловська в журналі «Журнал радянської та пострадянської політики та суспільства» охарактеризувала інформаційну організацію як «серію онлайн-ініціатив, спрямованих на підвищення рівня обізнаності про українські проблеми». Вона описала Euromaidan Press як «інтернет-газету, що спеціалізується на перекладах матеріалів місцевих українських новин». Дж. Л. Блек і Майкл Джонс у своїй книзі «Повернення холодної війни: Україна, Захід і Росія » (2016) цитували цю інформаційну організацію як ресурс, коментуючи, що вона має «барвистий веб-сайт». На Euromaidan Press покладалися для дослідження аналізу українських новин «Ідеальний шторм європейської кризи» (2017), Політична активність нового покоління в Україні: 2000–2014 (2017) Крістін Емеран, Онлайн навколо Світ: географічна енциклопедія Інтернету, соціальних медіа та мобільних додатків (2017), та «Близьке зарубіжжя» Джерара Тоала: Путін, Захід і змагання за Україну та Кавказ (2017).

## Подальше читання
- Leonor, Alex (31 серпня 2016), A guide to Russian propaganda. Part 2: Whataboutism, StopFake.org
- Whitmore, Brian (6 вересня 2016), Deconstructing Whataboutism, The Morning Vertical, Deconstructing Whataboutism - In the second part of its guide to Russian propaganda, Euromaidan Press takes a look at 'Whataboutism.'